# روبرت س. كانون
روبرت س. كانون (بالإنجليزية: Robert C. Cannon)‏ هو قاضي ومحامي أمريكي، ولد في 10 يونيو 1917، وتوفي في 22 أكتوبر 2008.